# Sebastián Britos
Sebastián Javier Britos Rodríguez (ur. 2 stycznia 1988 w Montevideo) – urugwajski piłkarz występujący na pozycji bramkarza, od 2024 roku zawodnik peruwiańskiego Universitario de Deportes.